# Eurychorda
Eurychorda  es un género monotípico de plantas herbáceas perteneciente a la familia Restionaceae. Su única especie: Eurychorda complanata (R.Br.) B.G.Briggs & L.A.S.Johnson, Telopea 7: 359 (1998), es originaria del este y sudeste de Australia.

## Sinonimia
- Restio complanatus R.Br., Prodr. Fl. Nov. Holl.: 245 (1810).[1]